# مدرسه عبدالعزیزخان
مدرسه عبدالعزیزخان یک مدرسهٔ ساخته‌شده در سده‌های میانه در بخارا است. این مدرسه در سال‌های ۱۶۵۱–۱۶۵۲ از سوی فرمانروای ازبک از دودمان اشترخانیان، عبدالعزیزخان (۱۶۴۵–۱۶۸۱) ساخته‌شد. این مدرسه در معماری از دید اهمیت و غنای آذین‌های هنری از جایگاه ویژه‌ای برخوردار است. فضای درونی مدرسه با نقاشی‌های دیواری با چشم‌اندازی از معماری هندی آذین شده‌بود. زمان فرمانروایی شوروی، مدرسهٔ عبدالعزیزخان در سال ۱۹۳۰ با همکاری صنعتگر «اوستا شیرین مرادُف» به‌طورکامل بازسازی شد. این مجموعه که به روش «قاش» به همراه مدرسه الغ‌بیگ ساخته شده‌است، یک مجموعهٔ معماری هماهنگ است. سردر با آذین بیرونی بلند و غنی خود که برای نخستین بار از رنگ زرد در آن بهره برده شده‌است متمایز است. هنگام آذین مدرسه، شگردهای گوناگونی بکارگیری می‌شد: کاشی‌های کنده‌کاری‌شده و موزاییک‌های کنده‌کاری‌شده، ماژولیکای برجسته، سنگ مرمر کنده‌کاری‌شده، دیوارنگارهٔ رخامی، طلاکاری.
این مدرسه را اوج دستاوردهای معماری آسیای میانه می‌دانند، برخلاف سنت‌های آذینی صرف، دیوارها با تصاویر گل، درخت، چشم‌انداز و حتی تصاویری از اژدها و پرندگانی مانند سیمرغ نگارگری شده‌است.

## بن‌مایه
- همکاری‌کنندگان ویکی‌پدیا، «Медресе Абдулазиз-хана»، ویکی‌پدیای روسی، دانشنامهٔ آزاد (بازیابی ۱۴ دی ۱۴۰۰)
- «Abdulaziz Khan Madrasah in Bukhara». global connect. دریافت‌شده در ۱۴ دی ۱۴۰۰.